# Théâtre romain de Lecce
Le théâtre romain de Lecce est située dans le centre historique de Lecce. Ce théâtre romain antique a été construit sous le règne de l'empereur Auguste au début du Ier siècle, dans la petite ville de Lupiae, la future Lecce. Il ne faut pas le confondre avec l'amphithéâtre de Lecce datant du début du IIe siècle,.

## Historique
Le théâtre romain antique a été découvert accidentellement en 1929, lors de travaux réalisés dans les jardins de deux bâtiments historiques de la ville (Palazzo D'Arpe et Palazzo Romano). Étroitement lié à l'amphithéâtre romain, il fut en fait probablement commandé par Auguste qui, pas encore empereur, trouva refuge à Lupiae, l'ancienne Lecce et pour rembourser sa dette, il ordonna la construction des deux.

## Description

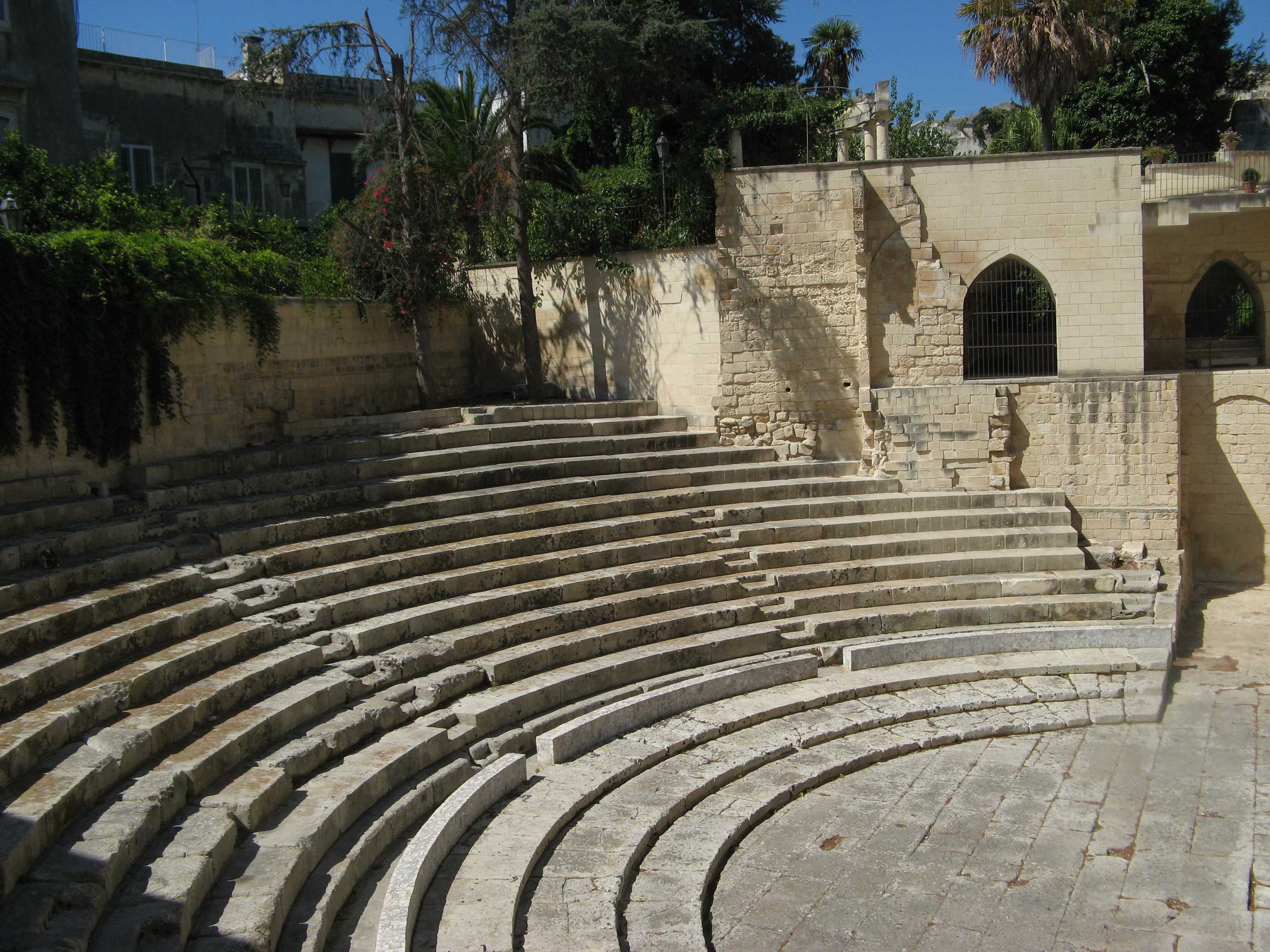
Les gradins.

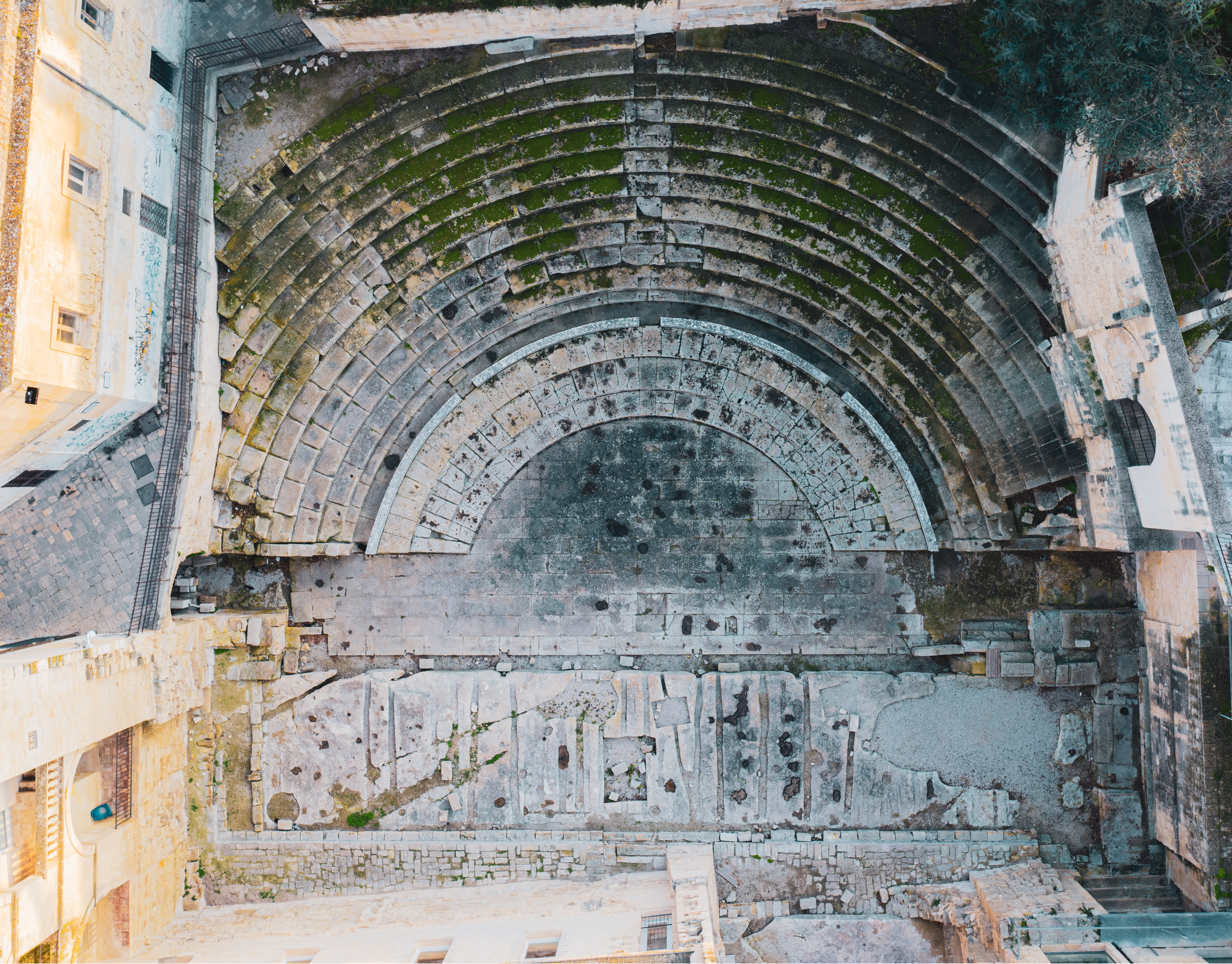
Vue aérienne.

Les fouilles réalisées ont mis au jour la cavea (diamètre extérieur 40 m ; diamètre intérieur 19 m) qui, créée dans un talus rocheux, était recouverte d'opus quadratum. Il est divisé en six zones par cinq couloirs radiaux dont chaque paire correspond à l'une de celles réservées aux spectateurs. Chaque zone est composée de douze marches (hauteur 0,35 m ; profondeur environ  0,75 m), dont beaucoup ont été restaurées. L'orchestra, qui était le lieu réservé à l'évolution du chœur, était accessible par une étroite galerie couverte.
Devant l'orchestra, pavé de dalles rectangulaires de pierre calcaire blanche, se trouvent trois grandes marches qui tournent en demi-cercle sur lesquelles, en cas de besoin, étaient placés des sièges mobiles réservés aux notables. Derrière les marches se trouve un parapet (balteus) et, derrière l'orchestra, en plus du canal destiné à recueillir le rideau, se trouve la scène (hauteur du sol de l'orchestra 0,70 m ; profondeur 7,70 m ; largeur 30 m).
Toutes les parties élevées du théâtre ont disparu : les parties supérieures des gradins (media et summa cavea), le portique périphérique (porticus in summa cavea) et le grand décor de scène (frons scaenae).
Certains fragments de la décoration en argile du balteus appartiennent à la période augustéenne, tandis que les statues de marbre qui ornaient le théâtre remonteraient à l'époque antonine. Toutes les trouvailles appartenant au théâtre romain de Lecce sont conservées dans le musée du théâtre romain adjacent et au Museo archeologico Sigismondo Castromediano (it).
Enfin, on suppose que le théâtre était capable d'accueillir un public de plus de 5 000 spectateurs, pour lesquels étaient représentées des tragédies et des comédies. Aujourd'hui, il est possible de le visiter de l'extérieur et d'entrer à l'intérieur grâce aux fréquents spectacles qui l'animent encore.

## Galerie

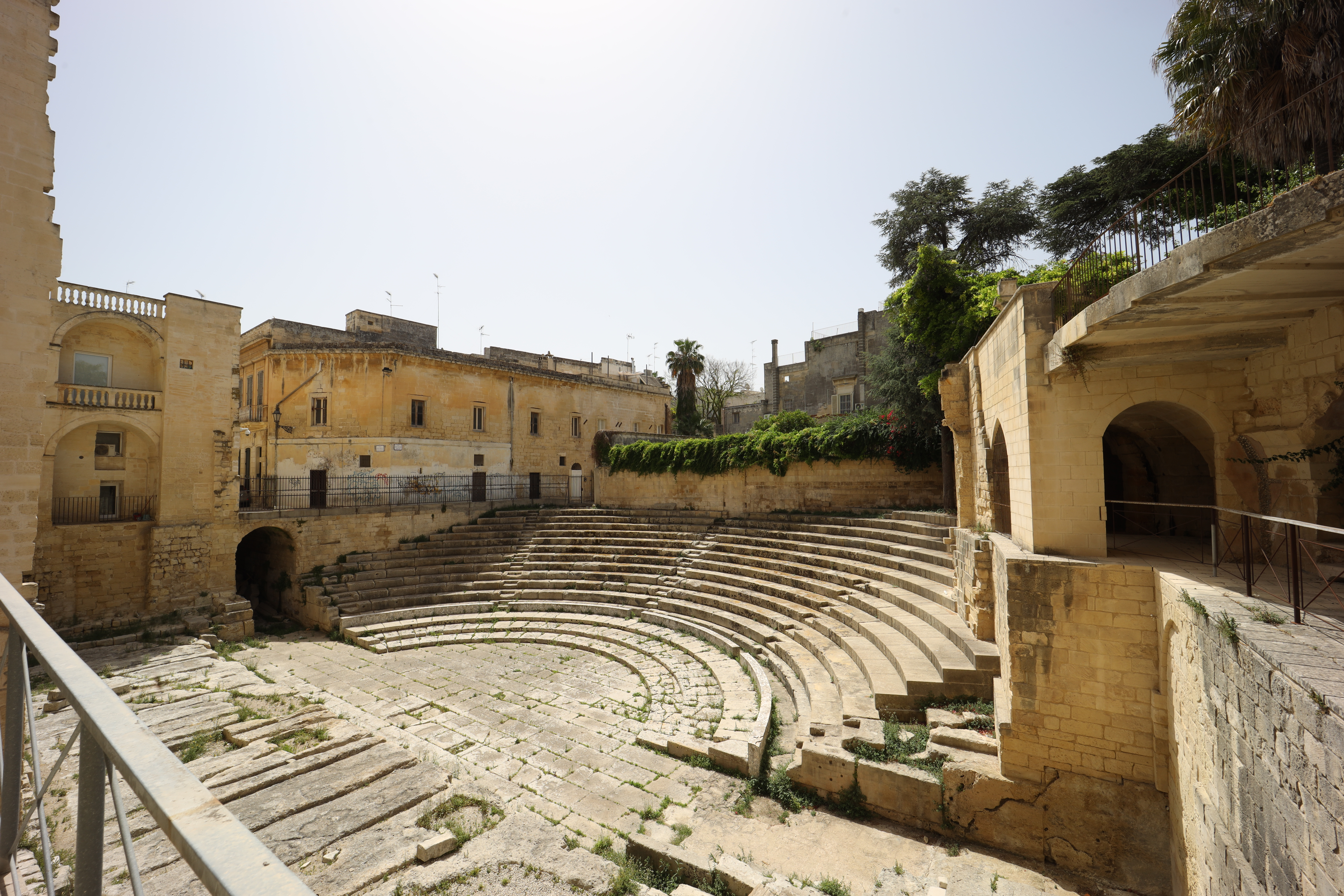
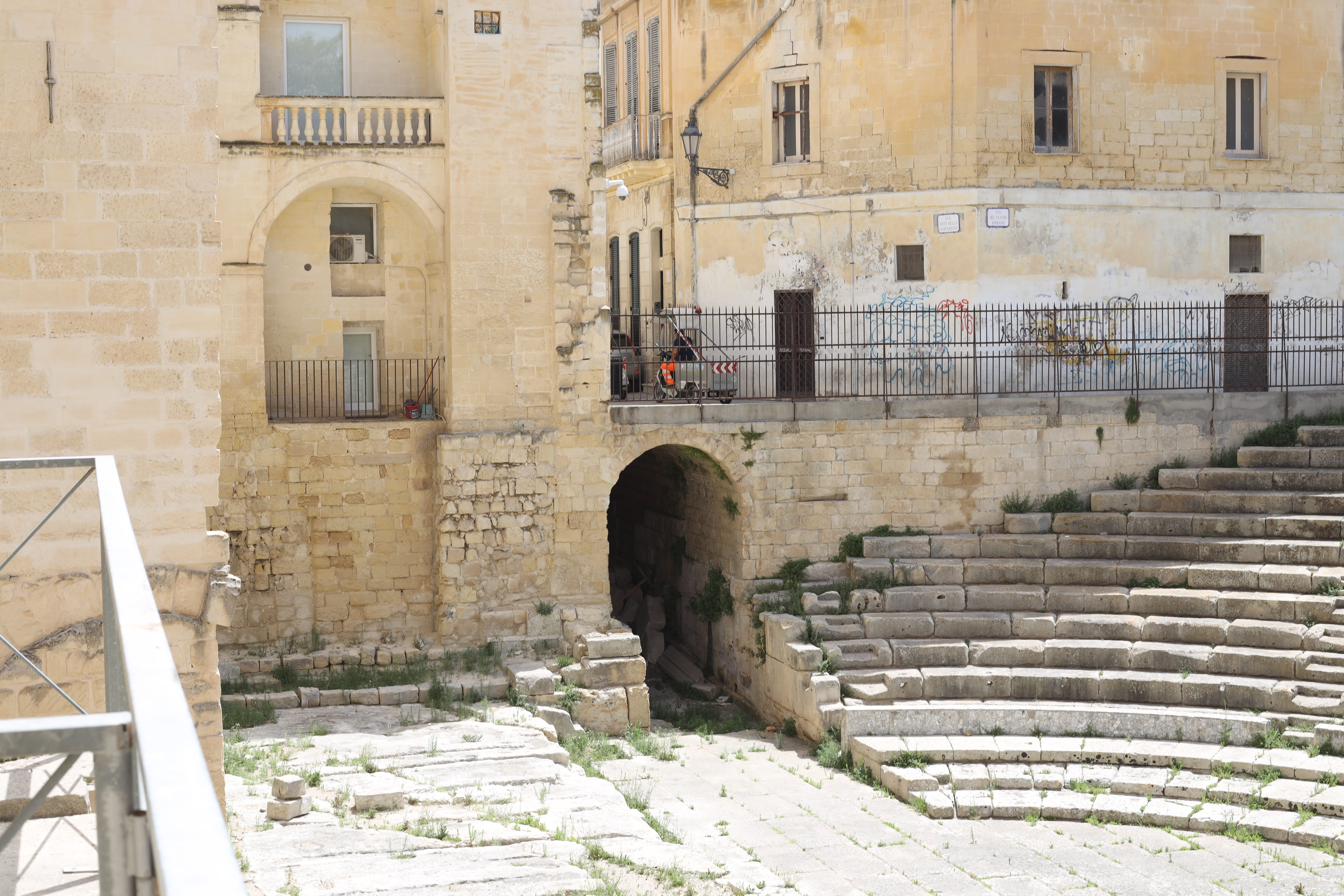